# بطولة آسيا للرماية بالبندقية 2017
أقيمت بطولة آسيا للرماية بالبندقية 2017 في أستانا ، كازاخستان في الفترة ما بين 3 و14 أغسطس 2017.

## ملخص الميدالية

### الرجال
| الألعاب                | الذهبية                                                      | الفضية                                                               | البرونزية                                                              |
| ---------------------- | ------------------------------------------------------------ | -------------------------------------------------------------------- | ---------------------------------------------------------------------- |
| الرماية                | عبد الرحمن الفيحان · الكويت                                  | طلال الرشيدي · الكويت                                                | كاينان شيناي · الهند                                                   |
| الرماية (فرق)          | الكويت · عبد الرحمن الفيحان · خالد المضف · طلال الرشيدي      | لبنان · هشام جبر · آلان موسى · روجر صليبي                            | الإمارات العربية المتحدة · حمد الكندي · سيف الشامسي · عبد الله بوهليبة |
| الرماية المزدوجة       | أنكور ميتال · الهند                                          | خالد الكعبي · الإمارات العربية المتحدة                               | سيف الشامسي · الإمارات العربية المتحدة                                 |
| الرماية المزدوجة (فرق) | الهند · محمد عصاب · سانغرام داهيا · أنكور ميتال              | الإمارات العربية المتحدة · خالد الكعبي · يحيى المهيري · سيف الشامسي  | الصين · تشن شينيو · هو بينيوان · هوانغ شيانغهوا                        |
| السكيت                 | سيف بن فطيس · الإمارات العربية المتحدة                       | ألكسندر ييخشينكو · كازاخستان                                         | ماكوتو يوكوتشي · اليابان                                               |
| السكيت (فرق)           | الكويت · عبد الله الرشيدي · منصور الرشيدي · عبد العزيز السعد | كازاخستان · فيتالي كوليكوف · فلاديسلاف موخاميدييف · ألكسندر ييخشينكو | الهند · أنغاد فير سينغ باجوا · ميراي أحمد خان · شيراز شيخ              |

### السيدات
| الألعاب       | الذهبية                                             | الفضية                                                     | البرونزية                                                                |
| ------------- | --------------------------------------------------- | ---------------------------------------------------------- | ------------------------------------------------------------------------ |
| الرماية       | تشانغ شينكيو · الصين                                | راي باسيل · لبنان                                          | ماريا دميتريينكو · كازاخستان                                             |
| الرماية (فرق) | الصين · لي تشينغنيان · وانغ شياوجينغ · تشانغ شينكيو | كوريا الشمالية · كيم يونغ بوك · باك يونغ هوي · يانغ سول أي | كازاخستان · أناستاسيا دافيدوفا · ماريا دميتريينكو · آيجان دوسماغامبيتوفا |
| السكيت        | وي مينغ · الصين                                     | سوتيا جيو تشالوميت · تايلاند                               | ماهيشواري تشوهان · الهند                                                 |
| السكيت (فرق)  | الصين · قاو جينمي · وي مينغ · يو شيومين             | الهند · ماهيشواري تشوهان · راشمي راثور · سانيا شيخ         | كازاخستان · أناستاسيا مولشانوفا · آسيم أورينباي · أولغا بانارينا         |

### مختلط
| الألعاب       | الذهبية                                   | الفضية                                       | البرونزية                          |
| ------------- | ----------------------------------------- | -------------------------------------------- | ---------------------------------- |
| الرماية (فرق) | الكويت · عبد الرحمن الفيحان · سارة الحوال | كوريا الجنوبية · أوه تاي كيون · كانغ جي إيون | الهند · كاينان شيناي · شرياسي سينغ |

## جدول الميداليات
*   البلد المضيف (مضيف)
| المرتبة | فريق                     | ذهبية | فضية | برونزية | المجموع |
| ------- | ------------------------ | ----- | ---- | ------- | ------- |
| 1       | الكويت                   | 4     | 1    | 0       | 5       |
| 2       | الصين                    | 4     | 0    | 1       | 5       |
| 3       | الهند                    | 2     | 1    | 4       | 7       |
| 4       | الإمارات العربية المتحدة | 1     | 2    | 2       | 5       |
| 5       | كازاخستان                | 0     | 2    | 3       | 5       |
| 6       | لبنان                    | 0     | 2    | 0       | 2       |
| 7       | تايلاند                  | 0     | 1    | 0       | 1       |
| 7       | كوريا الجنوبية           | 0     | 1    | 0       | 1       |
| 7       | كوريا الشمالية           | 0     | 1    | 0       | 1       |
| 10      | اليابان                  | 0     | 0    | 1       | 1       |
| المجموع | المجموع                  | 11    | 11   | 11      | 33      |

## روابط خارجية
- الاتحاد الآسيوي للرماية